# Horské kolo

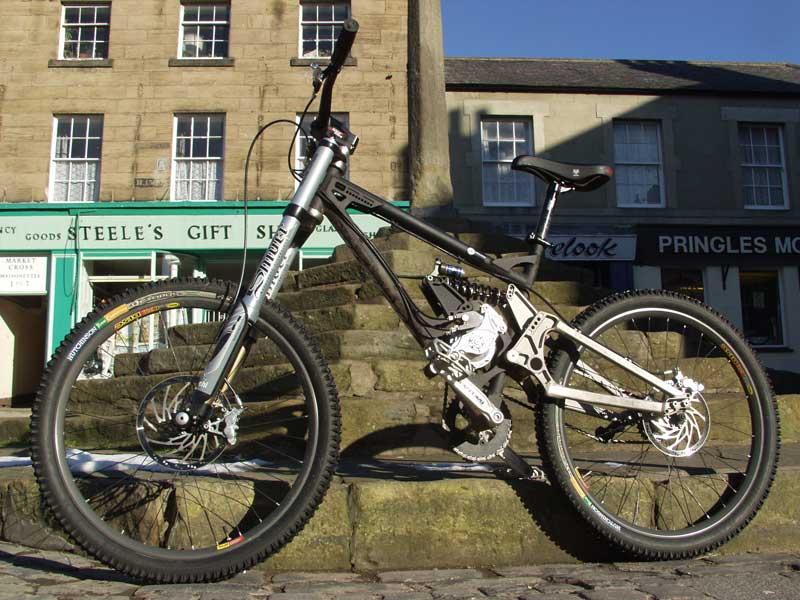
Celoodpružené sjezdové (Freeride / downhill) horské kolo.

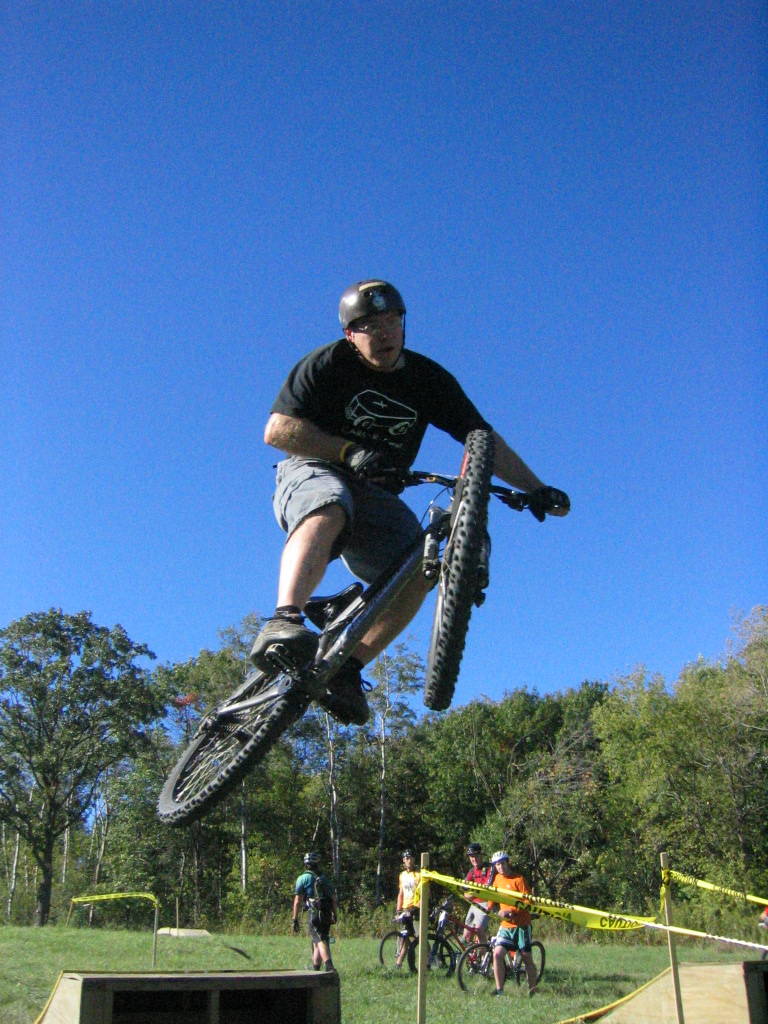
Freeride

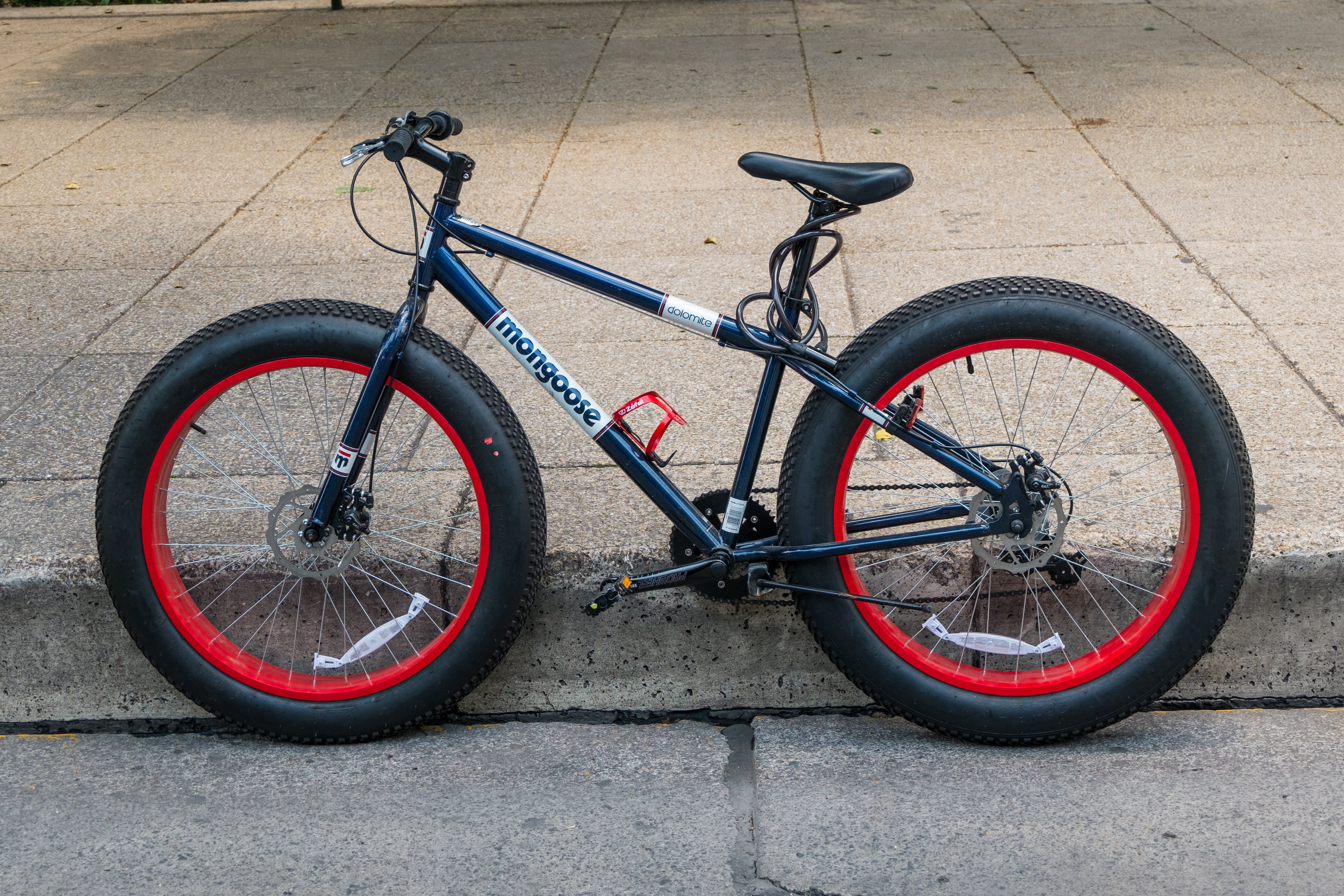
Fatbike

Horské kolo, často též označované zkratkou MTB (z anglického mountain bike) – používá se též anglické slovo bike a od něj odvozené biker, bikování a podobně – je bicykl navržený pro jízdu v terénu, a to jak z hlediska povrchu (lze jezdit od povrchů typu asfalt až k povrchům blížícím se špatně prostupnému terénu, jako jsou písek, bahno, kameny, kořeny, skála), tak z hlediska sklonu (jak nahoru, tak dolů). Horské kolo může být používáno také pro dirtjump, nebo jezdit po speciálních pumptrackových drahách.
Od silničního kola se horské liší robustním rámem, širokými pneumatikami pro lepší zvládání terénních nerovností a převody uzpůsobenými pro větší sklony. Většina dnešních horských kol disponuje navíc odpružením předního kola a nezanedbatelná část i zadního. Horská kola mají navíc poslední dobou[kdy?] řádově účinnější brzdy než jakékoliv jiné kategorie kol.

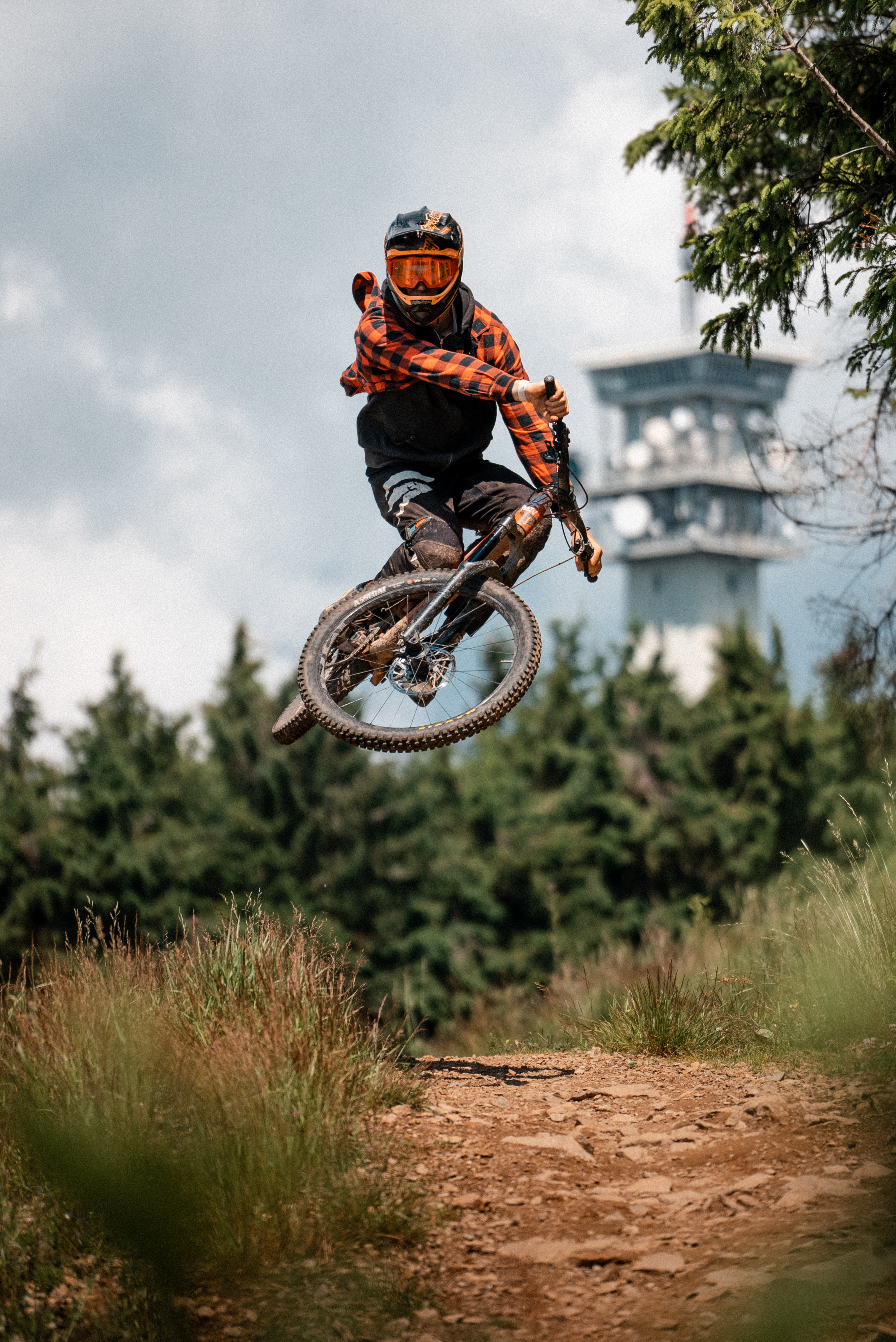
Jezdec na horském kole v bikeparku na Klínovci

Obecným pojmem pro cyklistickou stezku vhodnou pro MTB je trail, nebo singletrack pocházející z anglického jazyka.

## Historie horského kola
Kolo přizpůsobené terénu se objevuje již roku 1896, kdy vojáci v Americe (Buffalo Soldiers) testovali možnost využití kola pro svoje účely. Další inspirací pro horské kolo bylo jistě celé odvětví cyklokrosu, které nachází své počátky v padesátých letech 20. století na předměstí Paříže.[zdroj?] Zřejmě první název horské kolo (Mountain Bicycle) se objevuje roku 1966, kdy si D. Gwynn z Oregonu (USA) postavil terénní speciál.[zdroj?]
S myšlenkou horského kola přišel na přelomu sedmdesátých a osmdesátých let Gary Fisher v Kalifornii (USA). Gary Fisher je spoluzakladatel první firmy, která horská kola vyrábí sériově, ale firmu s ním založili ještě Charlie Kelley a Tom Ritchey.[zdroj?] Dne 21. října 1976 se jel v Mount Tamalpais v USA první sjezdový závod horských kol nazvaný Repack. Ten dále zvedl zájem a povědomí o horských kolech.

## Horské kolo v ČR
Česká republika je svojí topografií ideálním místem pro provozování horské cyklistiky. Rozvoji tohoto sportu přeje množství pohraničních pohoří, které jsou díky své uměřené výšce i infrastruktuře vybudované pro zimní sporty ideálním místem pro jízdu na MTB.
Historie horských kol v České republice se začala rozvíjet na přelomu osmdesátých a devadesýtých let, kdy sem tato móda pronikla z USA. Historicky první závod se konal v sobotu 30. 6. 1990 ve Špindlerově Mlýně, a to díky nadšení místních pořadatelů v čele s Jaroslavem Šípkem. Na podzim téhož roku proběhlo první neoficiální mistrovství Československa na stejném místě, ale již na náročnější trati, jejíž charakter se z 90% dochoval i za pět let při mistrovství Evropy.
S popularizací horských kol začala růst i poptávka a brzy vznikly první české firmy zaměřené na výrobu kol. V 90. letech se začala rozšiřovat infrastruktura pro MTB, objevovaly se první závody a cyklotrasy. Za první skutečně moderní trailcentra u nás jsou považovány Rychlebské stezky a Singltrek pod Smrkem, které zahájili provoz v letech 2009 a 2010. Za nejstarší bikeparky jsou považovány trailpark Klínovec a bikepark Špičák. 
Během následujících let se cyklistika dále rozvíjela a stala se populární součástí české sportovní kultury. Dnes je Česká republika domovem mnoha kvalitních MTB tras a každoročně se zde koná řada závodů a akcí, což přispívá k rozvoji cykloturistiky a celkovému zájmu o outdoorové aktivity.
O vývoji horských kol v Česku vypráví celovečerní dokumentární film Ten, co slaví každý den režiséra Martina Vrbického.

## Podmínky pro jízdu na horském kole v ČR
Mimo jiné díky lesnímu zákonu je možné na kolech téměř neomezeně jezdit po krajině (vyjma chráněných území, kde platí škála omezení). Vedle cest primárně zřízených pro zemědělskou aktivitu (polní a lesní cesty) se v České republice běžně jezdí po pěších cestách, a to i v těžším terénu. Díky turistické tradici a dodnes udržovanému značení je krajina protkaná stezkami, které vedle pěších vyhledávají cyklisté na horských kolech.
Tato situace zdaleka není standardem jinde ve světě, kde jsou (kromě specifický oblastí jako hory) pozemky buď soukromé a nepřístupné, nebo chráněné. Zlom tímto směrem zvolilo například Slovensko v roce 2007, kdy byl schválen tamní nový lesní zákon, který zakazuje jízdu mimo lesní cesty, které jsou na Slovensku definovány jako komunikace s minimální šířkou čtyři metry.

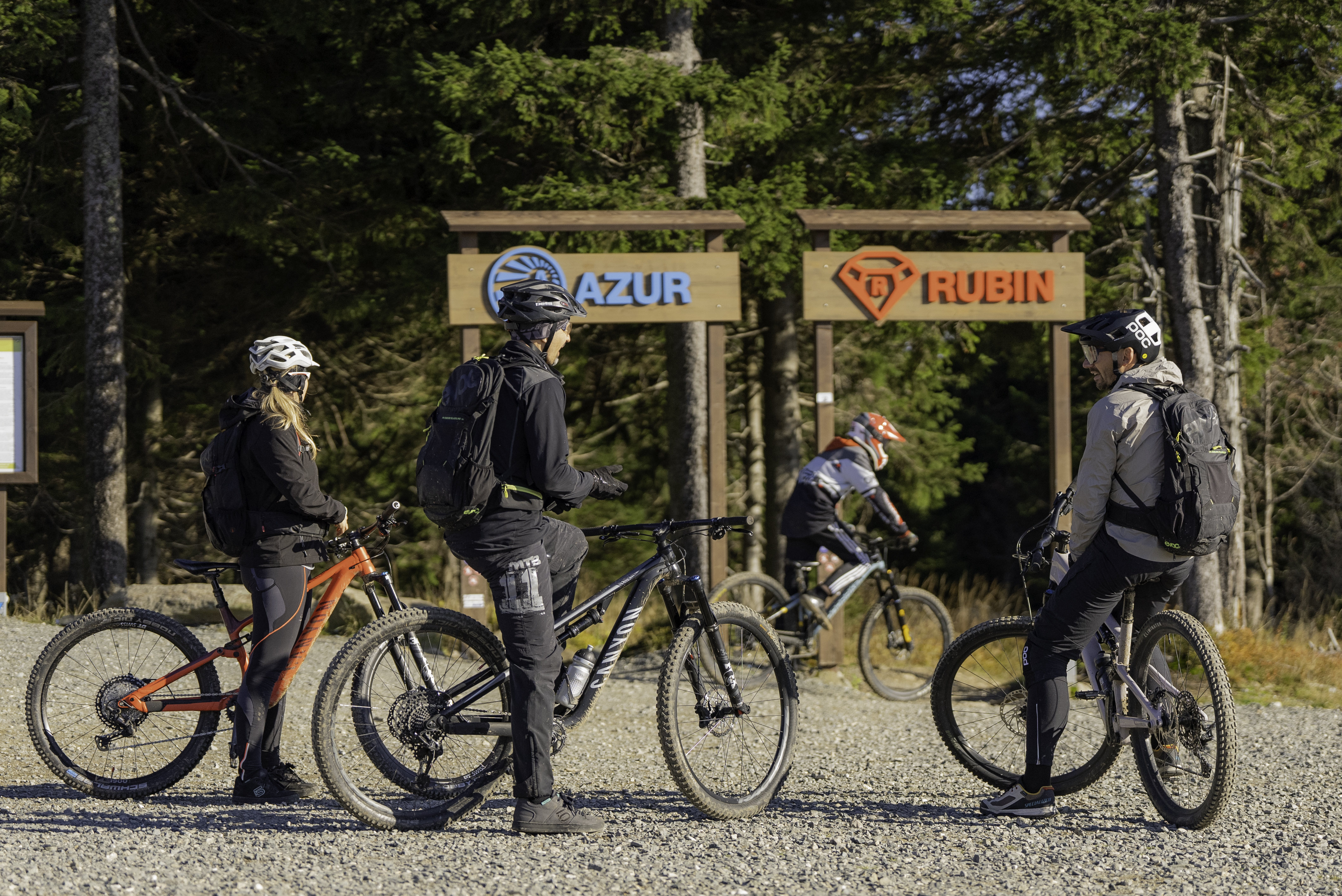
Jezdci na Klínovci volí svojí trať podle její náročnosti

## Významní domácí jezdci MTB
Česká republika se může pyšnit velkou základnou jezdců na horských kolech v kategoriích amatérských a hobby jezdců, ale také mezi profesionály. Hned několik z domácích jezdců se tak může pochlubit tituly mistrů světa, vítězů světových pohárů, nebo olympijských vítězů.
Mezi nejúspěsnější a nejznámější MTB jezdce v ČR patří

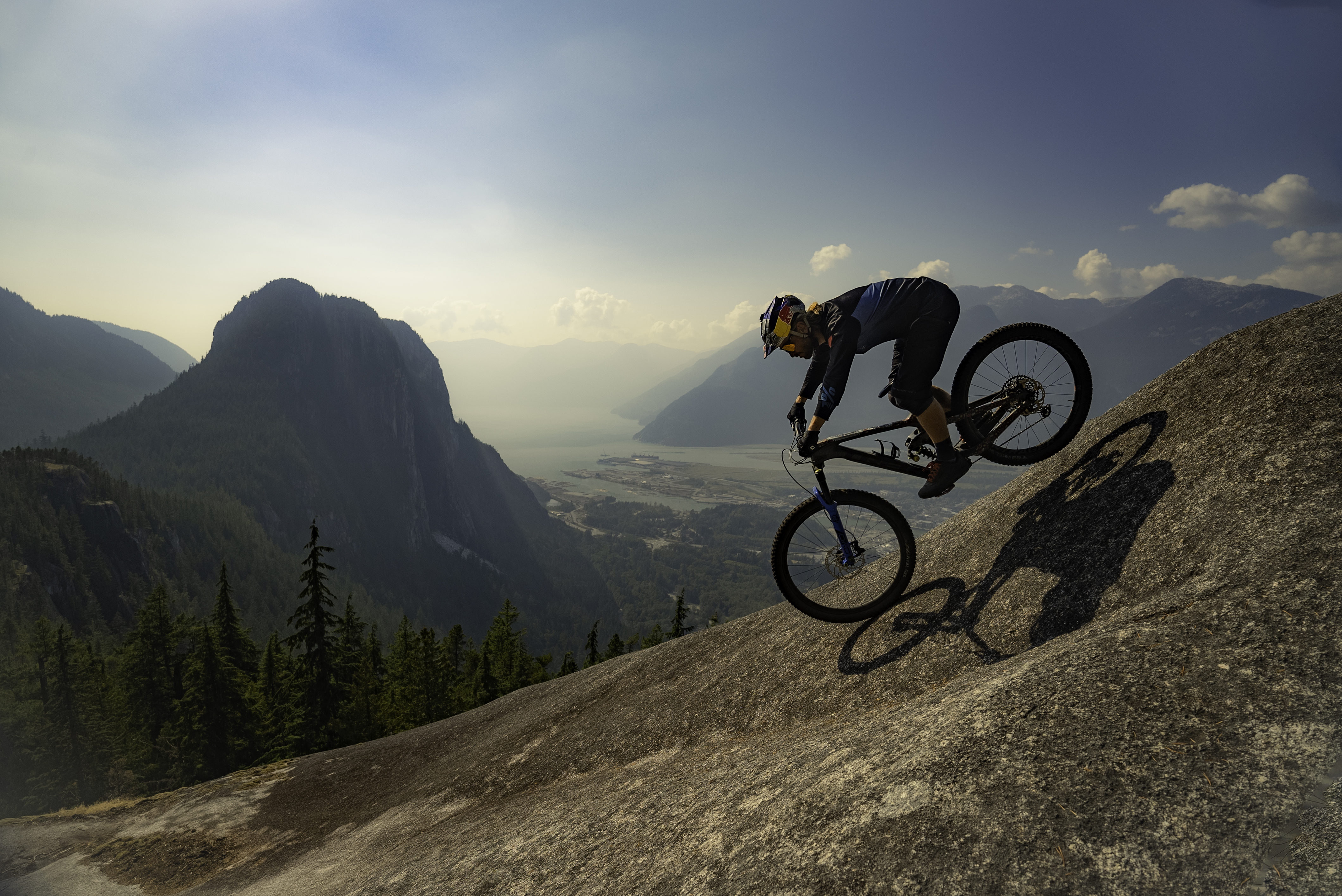
Michal Maroši při náročném sjezdu v kanadském Squamish

- Michal Maroši (freeride, downhill, dual slalom, fourcross)
- Tomáš Slavík (fourcross)
- Jaroslav Kulhavý (crosscountry)
- Michal Prokop (dual slalom, fourcross)
- Jakub Vencl (slopestyle)
- Ondřej Cink (crosscountry)
- Tereza Huříková (crosscountry)
- Richard Gasperotti (freeride)

## Konstrukce MTB bicyklu
MTB se skládá z několika segmentů důležitých pro jeho funkčnost. 
- rám (nejčastěji hliníkový nebo kompozitový – např. karbon, ale některé značky staví i ocelové; prémiové značky mají i uhlíkové)
- řídítka s představcem
- přední vidlice odpružená
- kliky a pedály
- převodníky, přesmykače, pastorky a přehazovačka
- řadicí páčky, řadící lanko, případně se už objevují bezdrátové elektronické převodníky a přehazovačky[6]
- brzdy, brzdové lanko, brzdové páky, brzdové kotouče, kapalinové kotoučové brzdy (jsou nejúčinnější)
- přední a zadní náboj
- kazeta
- řetěz
- přední a zadní kolo (ráfky + výplet), pláště (trendem je bezdušové tubeless řešení)
- sedlovka (užitečná pro jízdu v terénu je teleskopická), sedlo

## Dělení horských kol podle disciplín
Jednotlivé disciplíny horské cyklistiky prošly značnám vývojem. Na jejich vývoji a popularitě se podílela celá čada trendů, ale také technické dovednosti výrobců kol. 
- dowhnill - česky také sjezd. Je považován za královskou disciplínu horských kol. Používají se kola s předním i zadním odpružením se zdvihy mezi 180 a 200mm
- cross country  - vytrvalostní závod na okruhy. Jediný zástupce horských kol v rodině olympijských sportů. Kola mají odpruženou přední vidlici se zdvihem cca 80–110 mm. S roustoucí náročností tratí přibývají také kola se zadním odpružením.
- enduro - nejrychlejii rostoucí disciplína horských kol. Kombinuje nároky na vytrvalost crosscountry závodů s technickou náročností sjezdových rychlostních zkoušek
- freeride - nejextrémnější forma MTB. Jezdci překonávají přírodní i umělé technické překážky v co možná nejnáročnějším terénu a zároveň předvádí triky
- fourcross - dnes již pomalu zaniklá disciplína podobná skicrossu, nebo snowboardcrossu. 4 jezdci startují společně na uměle vytvořené trati plné skoků a klopených zatáček. První 2 jezdci z každé rozjížďky postupují do dalšího kola
- dual slalom - dnes již skoro zapomenutá disciplína, která předcházela fourcrossu s tím rozdílem, že do souboje nastupovali pouze 2 jezdci
- freestyle - sportovní disciplína horských kol, která částečně vychází z freestyle BMX. Jezdec má vymezenou trať s různými překážkami, na kterých provádí náročné, odbornou porotou hodnocené, triky. Freetyle se dále dělí na slopestyle a dirtjump
- trial - technické ježdění, kde se jezdec snaží v co nejkratším čase překonat umělé překážky

## Závody
Díky rozmachu cyklistiky jako takové, ke kterému došlo v druhé polovině devadesátých let dvacátého století, existuje aktuálně velké množství cyklistických závodů přístupných veřejnosti. Od roku 1996 od letních olympijských her 1996 v Atlantě jsou tyto závody také olympijským sportem.
Závody na horském kole, které jsou v regionu populární, se řadí zejména do kategorií tzv. maratónů (XCM), což je delší varianta cross country (v mezinárodních pravidlech je definována mimo jiné tak, že vítěz potřebuje více než 4 h pro zdolání celé trasy), půlmaratonů a jim délkou podobných závodů. Tato móda není běžná v jiných státech. Za zmínku stojí například Francie, kde se místo maratonů jezdí spíše tzv. enduro, které vyžaduje lepší ovládání kola v technických pasážích. Tato móda má stále vzestupnou tendenci a některé podniky dosahují účasti 3000 závodníků, což již nutí organizátory volit tratě méně terénní. Závodů je již tolik, že existuje několik tzv. seriálů, které buď zajišťují jednotný styl organizace závodů, nebo alespoň bodují účastníky za celou sezónu.

### Závody na horských kolech na území České republiky
- Mistrovství České republiky horských kol
- Český pohár horských kol

### XCM a 1/2 XCM
- Král Šumavy (Klatovy)
- Malevil Cup (Jablonné v Podještědí)
- Rallye Sudety (Teplice nad Metují)
- Bikemaraton Drásal (Holešov)
- Trans Brdy (Lety)
- Van Gillern Cup (Těptín)
- Transbrody (Zvole)
- MTB Ocelák (Hradešín)
- Tour de Ralsko (Mimoň)
- Bike Trans Poříčí (Poříčí nad Sázavou)

### Seriály
- Seriál Kolo pro život
- Seriál Bikeclinic Cup pro děti
- Galaxy Série
- Marathonman Europe
- Cyklomaraton Tour
- Author Maraton Tour
- Peklo Severu
- Česká Enduro Série